# Schallerův misál
Schallerův misál je liturgická kniha, která kromě originálního znění liturgických textů pro slavení tridentské mše v latině obsahuje také jejich souběžný překlad do češtiny, aby průběh bohoslužby mohli sledovat i laici, jakož i vysvětlující poznámky. Je nazván podle českého benediktina Mariana Schallera OSB, který jej sestavil. 
Poprvé byl vydán v roce 1925 s mešními formuláři jen pro neděle a některé další dny liturgického roku, úplné vydání vyšlo poprvé roku 1931 a následně ještě v letech 1935, 1940, 1947 a 1952. 
V návaznosti na tento misál pak od roku 1960 vycházel Římský misál pro neděle a význačnější svátky (někdy též zvaný podle autora jako "Švédův"), ten pak vycházel jako nezměněný přetisk s dodatky až do liturgické reformy v roce 1970 v Křesťanské akademii v Římě.
Nové úplné vydání vydaly v roce 2015 společně nakladatelství Sypták a Dědictví Svatováclavské (spojené s brněnským priorátem FSSPX). Jde o neupravený přetisk vydání z roku 1952 doplněný dodatkem zohledňujícím liturgické reformy papeže Jana XXIII. z roku 1962.